# Linnasaari (ö i Mellersta Finland, Joutsa)
Linnasaari är en ö i Finland. Den ligger i sjön Suontee och i kommunen Joutsa i den ekonomiska regionen  Joutsa  och landskapet Mellersta Finland, i den södra delen av landet, 190 km norr om huvudstaden Helsingfors. Öns area är 1,9 hektar och dess största längd är 220 meter i öst-västlig riktning.